# Reato d'opinione
Un reato d'opinione è una fattispecie penale che incrimina una determinata manifestazione di pensiero. Negli ordinamenti democratici ciò avviene in deroga alla libertà d'opinione, riconosciuta dalle costituzioni, e pone il problema della legittimità di tali fattispecie, accettabili solo nei limiti in cui altri principi costituzionali si possano ritenere prevalenti sulla libertà di manifestazione del pensiero.
Per il principio di materialità, che impedisce l'incriminazione delle condotte prive di manifestazione esteriore (cogitationis poenam nemo patitur), i reati d'opinione non puniscono, ad onta della loro denominazione comune, le semplici opinioni: queste possono infatti restare del tutto inespresse; al riguardo si è quindi proposta la denominazione di «reato d'espressione», in cui a essere punita è appunto l'espressione di un pensiero in qualunque forma (orale, scritta, non verbale).
L'ambito delle opinioni sanzionate come reati va peraltro enormemente ristretto rispetto a quanto suggerito dal nome, escludendo dal novero le fattispecie (potenzialmente infinite) in cui la manifestazione di pensiero è repressa in ragione degli effetti che produce all'esterno (si pensi ai delitti di ingiuria e diffamazione, dove l'espressione del pensiero è incriminata perché lesiva dell'onore altrui). Caratteristica dei reati d'opinione è infatti la repressione dell'opinione in quanto tale, per il suo solo contenuto, che si assume offensivo di valori morali o sentimenti condivisi.
I reati d'opinione includono ipotesi di vilipendio, propaganda, apologia. Essi derivano storicamente dall'antico delitto di lesa maestà e, anche negli ordinamenti moderni, tendono a tutelare il prestigio delle istituzioni, il sentimento nazionale, quello religioso, il rispetto delle leggi o comunque in generale valori superindividuali di cui si fa portatore lo Stato.

## Legislazioni

### In Italia
Dalla lettura della legge si evince che sono considerati reati d'opinione le seguenti fattispecie:
- L’apologia di fascismo (XII disposizione transitoria e finale della Costituzione italiana);
- attentato contro l'integrità, l'indipendenza e l'Unità dello Stato (art. 241 c.p);
- associazioni sovversive (art. 270 c.p);
- attentato contro la Costituzione dello Stato (art. 283 c.p);
- attentato contro organi costituzionali e contro le assemblee regionali (art. 289 c.p);
- vilipendio della Repubblica, delle istituzioni costituzionali e delle forze armate (art. 290 c.p);
- vilipendio o danneggiamento alla bandiera o ad altro emblema dello Stato (art. 292 c.p);
- offesa alla bandiera o ad altro emblema di uno Stato estero (art. 299 c.p);
- offese a una confessione religiosa mediante vilipendio di persone (art. 403 c.p);
- offese a una confessione religiosa mediante vilipendio o danneggiamento di cose (art. 404 c.p);
- turbamento di funzioni religiose del culto di una confessione religiosa (art. 405 c.p).

### In Francia
L'articolo 10 della Dichiarazione dei diritti dell'uomo e del cittadino del 1789 dichiara che 
 Anche se spesso viene omessa, la seconda parte della frase consente di definire quali opinioni costituiscono un reato (quelle che turbano "l'ordine pubblico stabilito dalla legge") e quali no (quelle che non lo turbano).
La legge Pleven del primo luglio 1972 definisce come delittuosa l'incitamento all'odio razziale o a quello basato su una origine geografica o una nazionalità.
L'articolo 9 della legge Gayssot del 13 luglio 1990 stabilisce come delittuoso il fatto di contestare l'esistenza dei crimini contro l'umanità descritti negli atti del processo di Norimberga alla fine della Seconda Guerra Mondiale. Punisce inoltre il fatto di contestare l'esistenza di un genocidio degli ebrei organizzato dalla Germania nazista (negazionismo).